# 柏木陽介
柏木 陽介（かしわぎ ようすけ、1987年12月15日 - ）は、兵庫県神戸市須磨区出身の元プロサッカー選手。現役時代のポジションはミッドフィールダー（攻撃的ミッドフィールダー、セントラル・ミッドフィールダー）。元日本代表。
妻は元TBSアナウンサーの佐藤渚。

## 来歴

### プロ入り前
兵庫県神戸市須磨区出身で、揖保郡御津町（現：たつの市）で育った。小中学校の同級生には木下真吾がいた。中学3年時、ヴィッセル神戸ユースに進もうとしていたが、サンフレッチェ広島からスカウトされ、テストを経て2003年広島ユースに加入。その当時は体がかなり細かったこともあり、関西圏チームのどこからも具体的なスカウトはなかった。
元々は攻撃的なMFの選手だったがボランチにコンバートされ、高校2年からレギュラーを掴み、チームの中軸としてユースチームで高円宮杯全日本ユース選手権の初制覇、日本クラブユース選手権の連覇を達成し、高校3年次には2種登録選手としてナビスコカップに出場。またU-17、U-18日本代表にも選出。

### サンフレッチェ広島
2006年よりサンフレッチェ広島のトップチームに昇格。同期入団は橋内優也、槙野智章、趙佑鎮ら。6月にミハイロ・ペトロヴィッチが監督に就任すると「若手を積極的に起用する」という方針から攻撃的MFとしての出場が増加し、レギュラーに定着。17試合に出場し、シーズン終盤の快進撃に貢献した。11月にはAFCユース選手権2006に出場し、3得点4アシストを挙げる。この活躍を受けてペトロヴィッチからは「広島のダイヤモンド」と称された。
2007年4月15日、日本代表強化合宿でオシムジャパンの候補に初選出。同年、2007 FIFA U-20ワールドカップに出場。10番を背負いセントラル・ミッドフィールダー として、サイドの梅崎司・田中亜土夢、ボランチの青山隼と共に中盤を構成し「調子乗り世代」の主力として活躍、決勝トーナメント進出を果たす。それが認められ、同年北京オリンピックアジア予選メンバーに選ばれ予選突破に貢献する。柏木本人がブンデスリーガへの移籍を希望していた ほか、シーズン終了後に広島のJ2降格が決定したことから複数クラブからのオファーがあった が、最終的に広島に残留した。
2008年には背番号が27から10に変更された。なお、広島の背番号10は代々高木琢也、久保竜彦、ウェズレイらストライカーの選手が背負っており、中盤の選手が10を背負うのは柏木が初であった。北京五輪代表候補にも名前が挙がっていたが、序盤の怪我による不振から北京五輪本大会のメンバーには選ばれなかった。
2009年は、J1復帰初年度でありながら4位と躍進した広島の攻撃の中心として活躍した。

### 浦和レッズ
2009年12月15日、浦和レッズへの完全移籍が両チームから発表された。柏木はこの移籍について、ステップアップのためのものとコメントしている。なお、契約満了をもっての移籍であったため移籍金は発生せず、トレーニング育成費として浦和から広島に4800万円が支払われると報道された。同年12月21日にはアジアカップ最終予選・イエメン代表戦に向けたA代表に初招集された。
2010年1月9日、埼玉スタジアムで浦和への加入記者会見が開かれた。背番号は「8」に決定した。浦和移籍後初得点は5月5日のJ1第10節名古屋グランパスエイト戦の後半3分に記録した。最終的にこのシーズンは公式戦全試合出場したエジミウソンに次ぐ、公式戦43試合に出場した。
2011年1月、AFCアジアカップ2011に出場する日本代表に選出。トップ下を務める本田圭佑の負傷により、グループリーグ第3戦サウジアラビア戦に同ポジションで先発出場した。本田の復帰により以後の出場は無かった（日本はこの大会で優勝）。
2011年、11月26日のJ1第33節アビスパ福岡戦では前半終了間際に起死回生の同点ゴールを挙げる。
2012年、広島時代の恩師でもあるミハイロ・ペトロヴィッチ氏が新監督に就任し、柏木自身はかつて広島時代もプレーしたシャドーのポジションでプレー。チームは最終節の名古屋戦を柏木の得点もあって2-0で勝利。この結果シーズン3位となり、AFCチャンピオンズリーグの出場権を獲得した。
2013年、リーグ戦12アシストを記録し、初のリーグアシスト王に輝く。
2014年、開幕直前に新加入の青木拓矢が怪我で離脱するアクシデントもあり開幕からボランチ起用された。連勝の止まった5月5日ヴァンフォーレ甲府戦以降は再びトップ下に戻った。
2015年、攻撃的なズラタン、武藤雄樹などを補強したためボランチに固定された。7月、東アジアカップ2015に出場する日本代表メンバーに選出されたが、直前のリーグ戦で左内転筋を負傷し出場辞退した。10月、再び代表に招集され10月13日のイラン戦で約3年ぶりに、背番号7を託され国際Aマッチ出場を果たした。
2016年、6年ぶりとなる背番号10に変更。これはクラブとして福永泰以来日本人では16年ぶりとなる背番号10となった。7月17日、2ndステージ第4節大宮アルディージャとのさいたまダービーで直接FKを決めた。これでリーグ戦6年連続直接FKを決め、中村俊輔と並びリーグ最長記録となった。年間通してコンスタントに活躍し、初のJリーグベストイレブン受賞を果たした。
2017年、第5節のヴィッセル神戸戦で2得点1アシストの活躍で勝利に貢献した。11月15日、ヴィッセル神戸から破格の年俸での獲得オファーを受けていたが、浦和レッズへの愛情が勝ったことなどからオファーを断り浦和に残留した。AFCチャンピオンズリーグ2017で浦和の10年ぶり優勝に貢献し、大会MVPを受賞した。スペイン『マルカ』紙、2017年の世界のサッカー界を代表する100人の内の1人に、日本人として唯一選出された。
2018年、阿部勇樹からチームキャプテンを引き継いだ。5月19日、第15節のガンバ大阪戦で、史上52人目となるJ1通算350試合出場を達成した。リーグ戦13アシストを記録し、2013年以来2度目のリーグアシスト王に輝いた。
2020年、新型コロナウイルス感染症拡大防止が呼びかけられる中、週刊誌FRIDAYに原幹恵との外食をスクープされた。
翌2021年にはキャンプ中に杉本健勇を伴って沖縄県内の飲食店を貸し切り再び外食。度重なる規律違反により、厳重注意と罰金、並びにトレーニングへの参加禁止処分を受ける。戸苅淳フットボール本部長は2月16日、オンラインで取材対応し、柏木について「移籍先を探した上で（浦和を）退団させる」意向を示した。3月12日、浦和ユースに所属していた小松裕志（Jトラスト執行役員）がGMを務めるFC岐阜への完全移籍が発表された。

### FC岐阜
2022年、チームキャプテンに指名された。10月2日、第27節福島ユナイテッドFC戦にて右アキレス腱断裂 により長期離脱。
2023年11月1日、2023年シーズンをもって現役引退することを発表した。

### 現役引退後
2024年1月21日、FC岐阜のクラブアンバサダーに就任。一方で、知人を通じて長良川鵜飼（観光鵜飼）の船頭にも応募、一般応募者の1人として研修等を行い、2024年5月11日よりクラブアンバサダーの活動と並行して船頭としても活動している。

## 事件
2021年10月18日、自身を脅迫するインターネットの書き込みがあり、警察に被害届を提出していたことを報告した。既に警察の捜査で容疑者は特定され、事態は収束している。

## 所属クラブ
- 1994年 - 1997年 神戸市立松尾小学校
- 1997年 - 1999年 御津町立御津小学校
- 2000年 - 2002年 御津町立御津中学校
- 2003年 - 2005年 サンフレッチェ広島ユース (広島県立吉田高等学校)
- 2006年 - 2009年  サンフレッチェ広島
- 2010年 - 2021年3月  浦和レッズ
- 2021年3月 - 2023年  FC岐阜

## 個人成績
| 国内大会個人成績 | 国内大会個人成績 | 国内大会個人成績 | 国内大会個人成績 | 国内大会個人成績 | 国内大会個人成績 | 国内大会個人成績 | 国内大会個人成績 | 国内大会個人成績 | 国内大会個人成績 | 国内大会個人成績 | 国内大会個人成績 |
| 年度             | クラブ           | 背番号           | リーグ           | リーグ戦         | リーグ戦         | リーグ杯         | リーグ杯         | オープン杯       | オープン杯       | 期間通算         | 期間通算         |
| 年度             | クラブ           | 背番号           | リーグ           | 出場             | 得点             | 出場             | 得点             | 出場             | 得点             | 出場             | 得点             |
| 日本             | 日本             | 日本             | 日本             | リーグ戦         | リーグ戦         | リーグ杯         | リーグ杯         | 天皇杯           | 天皇杯           | 期間通算         | 期間通算         |
| ---------------- | ---------------- | ---------------- | ---------------- | ---------------- | ---------------- | ---------------- | ---------------- | ---------------- | ---------------- | ---------------- | ---------------- |
| 2005             | 広島             | 35               | J1               | 0                | 0                | 1                | 0                | 0                | 0                | 1                | 0                |
| 2006             | 広島             | 27               | J1               | 17               | 1                | 1                | 0                | 1                | 0                | 19               | 1                |
| 2007             | 広島             | 27               | J1               | 31               | 5                | 7                | 0                | 4                | 1                | 42               | 6                |
| 2008             | 広島             | 10               | J2               | 31               | 4                | -                | -                | 4                | 0                | 35               | 4                |
| 2009             | 広島             | 10               | J1               | 33               | 8                | 5                | 3                | 2                | 1                | 40               | 12               |
| 2010             | 浦和             | 8                | J1               | 34               | 4                | 6                | 0                | 3                | 0                | 43               | 4                |
| 2011             | 浦和             | 8                | J1               | 31               | 5                | 6                | 1                | 2                | 1                | 39               | 7                |
| 2012             | 浦和             | 8                | J1               | 30               | 6                | 6                | 1                | 3                | 0                | 39               | 7                |
| 2013             | 浦和             | 8                | J1               | 34               | 8                | 11               | 0                | 0                | 0                | 39               | 8                |
| 2014             | 浦和             | 8                | J1               | 33               | 3                | 8                | 1                | 2                | 0                | 43               | 4                |
| 2015             | 浦和             | 8                | J1               | 33               | 5                | 2                | 0                | 2                | 0                | 37               | 5                |
| 2016             | 浦和             | 10               | J1               | 33               | 5                | 1                | 0                | 1                | 0                | 35               | 5                |
| 2017             | 浦和             | 10               | J1               | 27               | 5                | 0                | 0                | 0                | 0                | 27               | 5                |
| 2018             | 浦和             | 10               | J1               | 30               | 0                | 2                | 0                | 6                | 0                | 38               | 0                |
| 2019             | 浦和             | 10               | J1               | 17               | 1                | 0                | 0                | 1                | 0                | 18               | 1                |
| 2020             | 浦和             | 10               | J1               | 9                | 0                | 1                | 0                | -                | -                | 10               | 0                |
| 2021             | 浦和             | 10               | J1               | 0                | 0                | 0                | 0                | -                | -                | 0                | 0                |
| 2021             | 岐阜             | 42               | J3               | 19               | 1                | -                | -                | 1                | 0                | 20               | 1                |
| 2022             | 岐阜             | 42               | J3               | 18               | 0                | -                | -                | 1                | 0                | 19               | 0                |
| 2023             | 岐阜             | 42               | J3               | 24               | 0                | -                | -                | 0                | 0                | 24               | 0                |
| 通算             | 日本             | 日本             | J1               | 392              | 56               | 51               | 6                | 27               | 3                | 470              | 65               |
| 通算             | 日本             | 日本             | J2               | 31               | 4                | -                | -                | 4                | 0                | 35               | 4                |
| 通算             | 日本             | 日本             | J3               | 61               | 1                | -                | -                | 2                | 0                | 63               | 1                |
| 総通算           | 総通算           | 総通算           | 総通算           | 484              | 61               | 51               | 6                | 33               | 3                | 568              | 70               |

- 2005年はユース所属。

その他の公式戦
- 2007年
  - J1・J2入れ替え戦 2試合0得点
- 2015年
  - スーパーカップ 1試合0得点
  - Jリーグチャンピオンシップ 1試合0得点
- 2016年
  - Jリーグチャンピオンシップ 2試合0得点
- 2019年
  - スーパーカップ 1試合0得点

| 国際大会個人成績 | 国際大会個人成績 | 国際大会個人成績 | 国際大会個人成績 | 国際大会個人成績 | FIFA      | FIFA      |
| 年度             | クラブ           | 背番号           | 出場             | 得点             | 出場      | 得点      |
| AFC              | AFC              | AFC              | ACL              | ACL              | クラブW杯 | クラブW杯 |
| ---------------- | ---------------- | ---------------- | ---------------- | ---------------- | --------- | --------- |
| 2013             | 浦和             | 8                | 6                | 1                | -         | -         |
| 2015             | 浦和             | 8                | 5                | 0                | -         | -         |
| 2016             | 浦和             | 10               | 7                | 0                | -         | -         |
| 2017             | 浦和             | 10               | 10               | 1                | 2         | 1         |
| 2019             | 浦和             | 10               | 5                | 0                | -         | -         |
| 通算             | AFC              | AFC              | 33               | 2                | 2         | 1         |

その他の国際公式戦
- 2017年
  - スルガ銀行チャンピオンシップ 1試合0得点
- 公式戦初出場：2005年6月4日 ナビスコカップ第5節 vsガンバ大阪戦 (広島スタジアム)
- Jリーグ初出場：2006年7月22日 J1第14節 vsジェフユナイテッド千葉戦 (広島ビッグアーチ)
- Jリーグ初先発：2006年8月20日 J1第18節 vs大分トリニータ戦 (広島ビッグアーチ)
- Jリーグ初得点：2006年8月23日 J1第19節 vsガンバ大阪戦 (万博記念競技場)

## タイトル

### チーム
サンフレッチェ広島ユース
- 高円宮杯全日本ユースサッカー選手権 (U-18)大会：1回（2004年）
- 日本クラブユースサッカー選手権 (U-18)大会：2回（2003年、2004年）
- Jユースカップ：1回（2003年）

サンフレッチェ広島
- J2リーグ：1回（2008年）
- スーパーカップ：1回（2008年）

浦和レッズ
- J1リーグ 1stステージ：1回（2015年）
- J1リーグ 2ndステージ：1回（2016年）
- Jリーグカップ：1回（2016年）
- 天皇杯 JFA 全日本サッカー選手権大会：1回（2018年）
- AFCチャンピオンズリーグ：1回（2017年）
- スルガ銀行チャンピオンシップ：1回（2017年）

### 代表
日本代表
- AFCアジアカップ：1回（2011年）

### 個人
- JFAプリンスリーグU-18中国 MVP：1回（2005年）
- J1リーグベストイレブン：1回（2016年）
- J1リーグ優秀選手賞：5回（2009年、2014年、2015年、2016年、2017年）
- Jリーグ功労選手賞：（2024年）
- J1リーグアシスト王：2回（2013年、2018年）
- J1リーグ月間ベストゴール：1回（2014年9月）
- AFCチャンピオンズリーグ 大会最優秀選手賞：1回（2017年）

## 代表歴

### 出場大会
- U-18日本代表
  - AFCユース選手権 予選 (2005年)
- U-19日本代表
  - AFCユース選手権 (2006年)
- U-20日本代表
  - 2007 FIFA U-20ワールドカップ (2007年)
- U-22日本代表
  - 北京オリンピックサッカーアジア予選(2007年)
- 日本代表
  - AFCアジアカップ2011
  - 東北地方太平洋沖地震復興支援チャリティーマッチ がんばろうニッポン!
  - EAFF東アジアカップ2015 (怪我で辞退)
  - 2018 FIFAワールドカップ・アジア2次予選
  - キリンカップサッカー2016
  - 2018 FIFAワールドカップ・アジア3次予選

### 試合数
- 国際Aマッチ 11試合 0得点 (2010年-2016年)

| 日本代表 | 国際Aマッチ | 国際Aマッチ |
| 年       | 出場        | 得点        |
| -------- | ----------- | ----------- |
| 2010     | 1           | 0           |
| 2011     | 2           | 0           |
| 2012     | 1           | 0           |
| 2015     | 3           | 0           |
| 2016     | 4           | 0           |
| 通算     | 11          | 0           |

### 出場
| No. | 開催日         | 開催都市     | スタジアム                         | 対戦国                   | 結果 | 監督           | 大会                                                           |
| --- | -------------- | ------------ | ---------------------------------- | ------------------------ | ---- | -------------- | -------------------------------------------------------------- |
| 1.  | 2010年1月5日   | サヌア       | アリー・ムフセン・スタジアム       | イエメン                 | ○3-2 | 岡田武史       | AFCアジアカップ2011予選                                        |
| 2.  | 2011年1月17日  | アルライヤン | アフメド・ビン＝アリー・スタジアム | サウジアラビア           | ○5-0 | ザッケローニ   | AFCアジアカップ2011                                            |
| 3.  | 2011年9月2日   | さいたま     | 埼玉スタジアム2002                 | 朝鮮民主主義人民共和国   | ○1-0 | ザッケローニ   | 2014 FIFAワールドカップ・アジア3次予選                         |
| 4.  | 2012年2月24日  | 大阪         | 大阪長居スタジアム                 | アイスランド             | ○3-1 | ザッケローニ   | キリンチャレンジカップ2012                                     |
| 5.  | 2015年10月13日 | テヘラン     | アザディスタジアム                 | イラン                   | △1-1 | ハリルホジッチ | 国際親善試合                                                   |
| 6.  | 2015年11月12日 | カラン       | シンガポール国立競技場             | シンガポール             | ○3-0 | ハリルホジッチ | 2018 FIFAワールドカップ・アジア2次予選兼AFCアジアカップUAE予選 |
| 7.  | 2015年11月17日 | プノンペン   | プノンペンナショナルスタジアム     | カンボジア               | ○2-0 | ハリルホジッチ | 2018 FIFAワールドカップ・アジア2次予選兼AFCアジアカップUAE予選 |
| 8.  | 2016年3月24日  | さいたま     | 埼玉スタジアム2002                 | アフガニスタン           | ○5-0 | ハリルホジッチ | 2018 FIFAワールドカップ・アジア2次予選兼AFCアジアカップUAE予選 |
| 9.  | 2016年6月3日   | 豊田         | 豊田スタジアム                     | ブルガリア               | ○7-2 | ハリルホジッチ | キリンカップサッカー2016                                       |
| 10. | 2016年6月7日   | 大阪         | 市立吹田サッカースタジアム         | ボスニア・ヘルツェゴビナ | ●1-2 | ハリルホジッチ | キリンカップサッカー2016                                       |
| 11. | 2016年10月6日  | さいたま     | 埼玉スタジアム2002                 | イラク                   | ○2-1 | ハリルホジッチ | 2018 FIFAワールドカップ・アジア最終予選                        |

## 出演

### CM
- ガシー・レンカー・ジャパン「プロアクティブ」(2009年 -)